# Kongres Konfederovaných států amerických
Kongres Konfederovaných států amerických byl zákonodárným shromážděním Konfederace existující v letech 1861 až 1865. Jeho činnost se z větší části týkala opatření k ustavení nové vlády pro jižní státy a vedení války proti severu. Poprvé se sešel jako prozatímní Kongres v Montgomery v Alabamě a později v Richmondu ve Virginii. Předchůdcem stálého zákonodárného sboru byl Prozatímní kongres států Konfederace. Po volbách konaných ve státech, uprchlických a armádních táborech v listopadu 1861 se kongres Konfederace sešel ve čtyřech zasedáních, z nichž poslední skončilo 18. března 1865, krátce před pádem Konfederace.